# 科多尔省
科多尔省（法語：Côte-d'Or，意为“金丘”）是法國勃艮第-弗朗什-孔泰大區所轄的省份。該省編號為21。